# Letecké muzeum Kakamigahara
Letecké muzeum Kakamigahara je letecké muzeum ve městě Kakamigahara v prefektuře Gifu v Japonsku. Nachází se v blízkosti letecké základny Japonských vzdušných sil sebeobrany v Gifu. Známé je též pod označením Sorahaku. Provoz zahájilo roku 1996 a roku 2018 prošlo zásadní rekonstrukcí. Muzeum má venkovní i kryté výstavní prostory. V muzeu se nachází více než 50 letadel, vrtulníky, letecké motory a další artefakty spojené s letectvím a kosmonautikou. Významně jsou zastoupeny například letouny z doby studené války a japonské experimentální letouny.

## Galerie

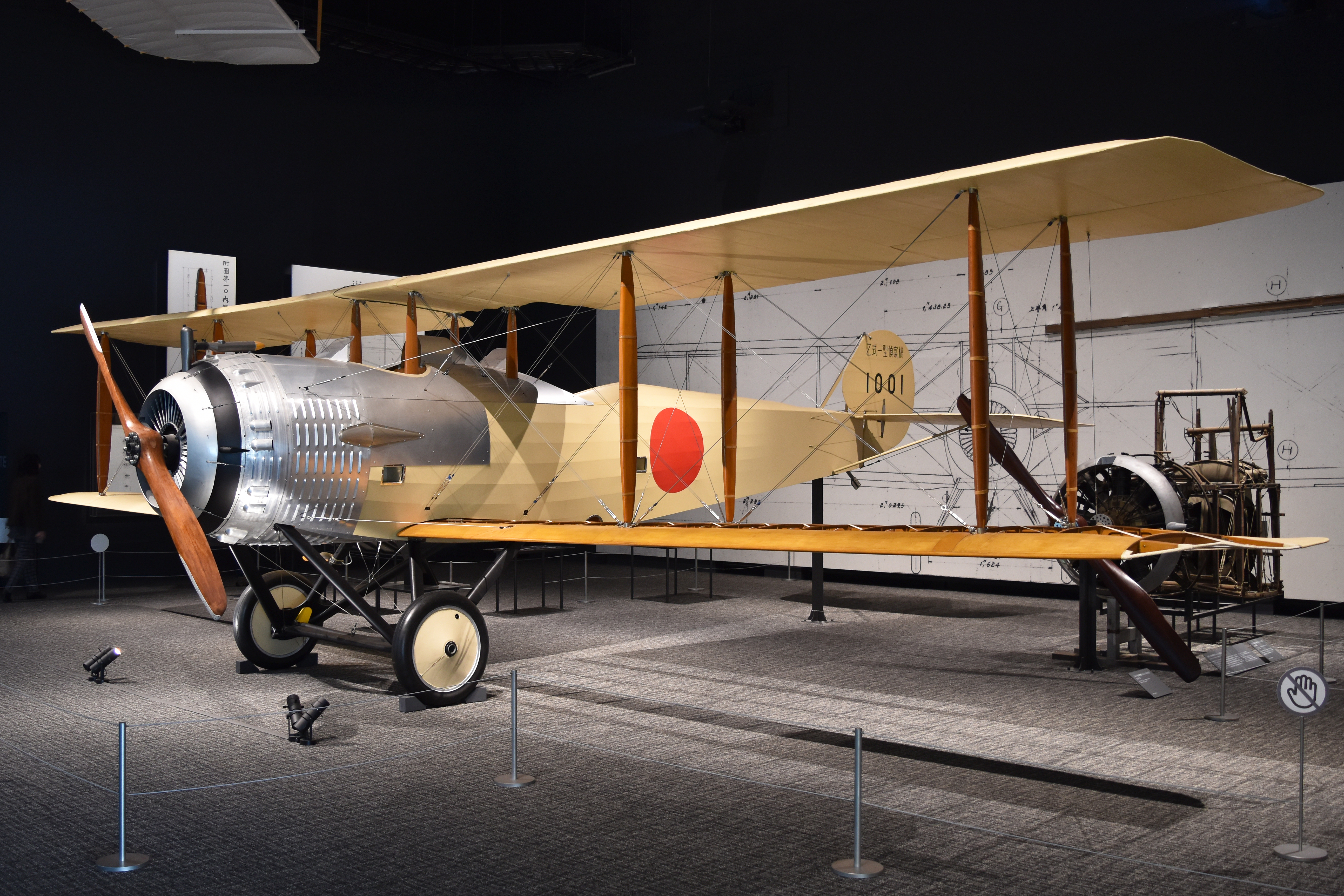
Replika letounu Salmson 2A2
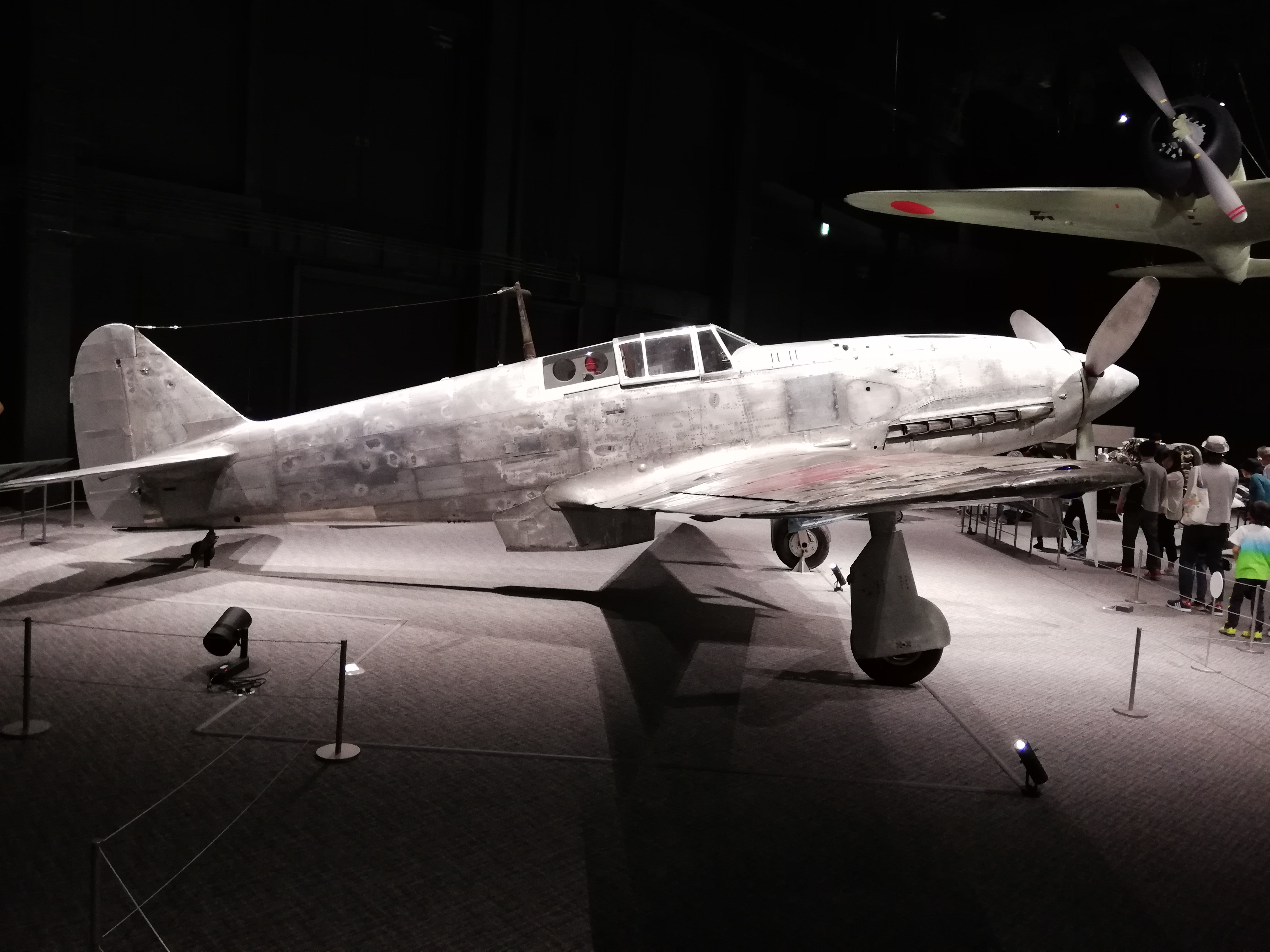
Kawasaki Ki-61
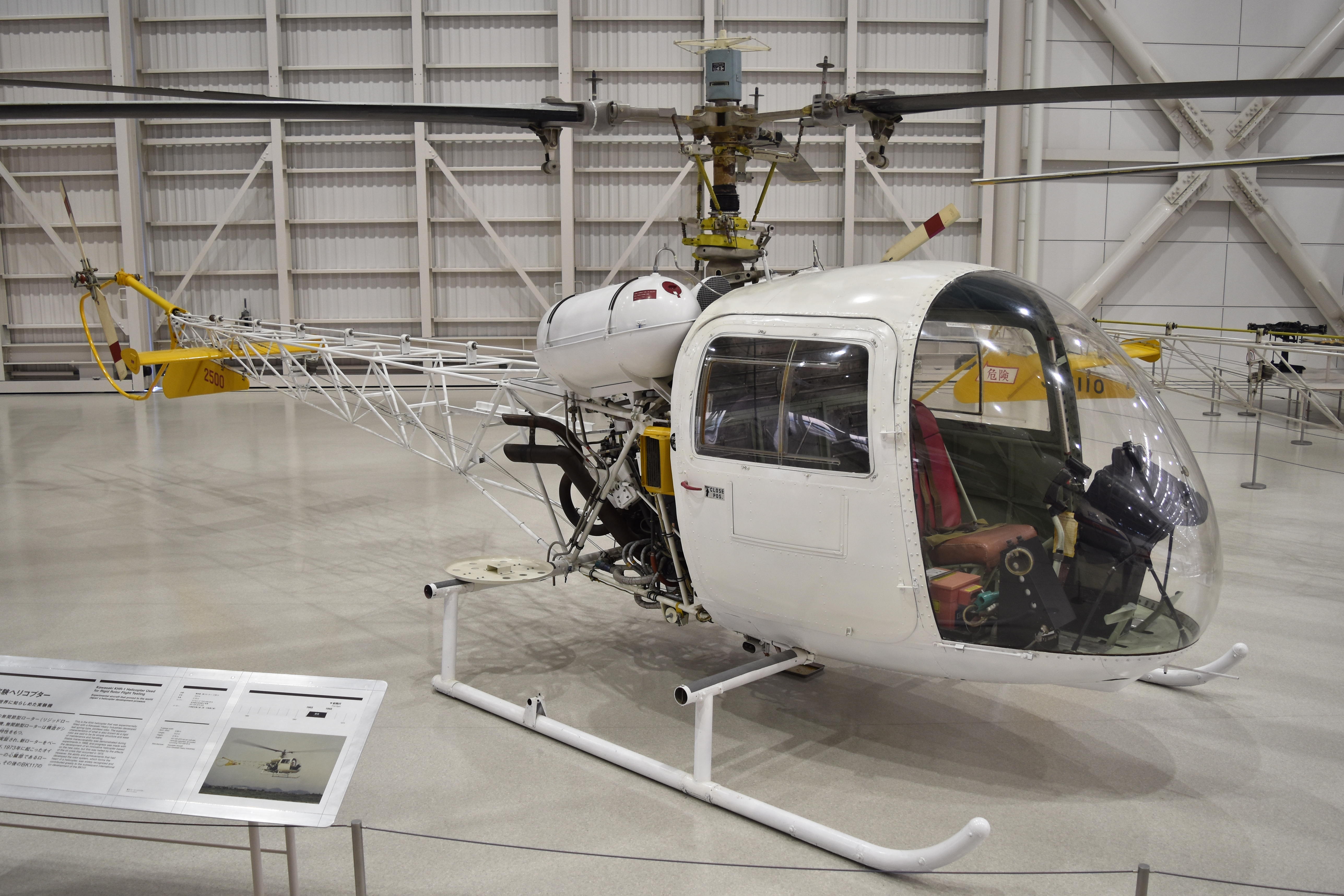
Kawasaki KHR-1
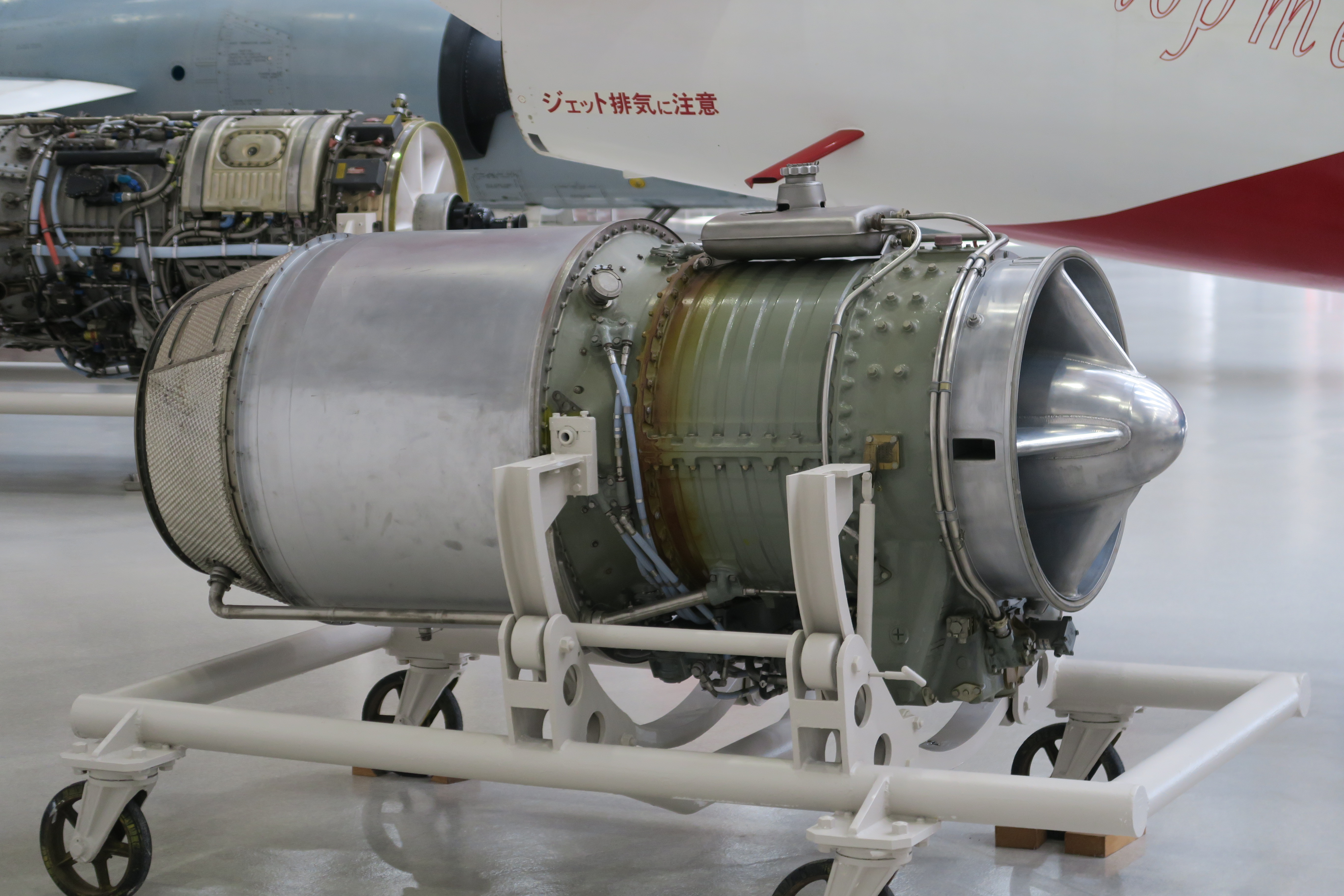
Proudový motor Bristol Siddeley Orpheus Mk.805
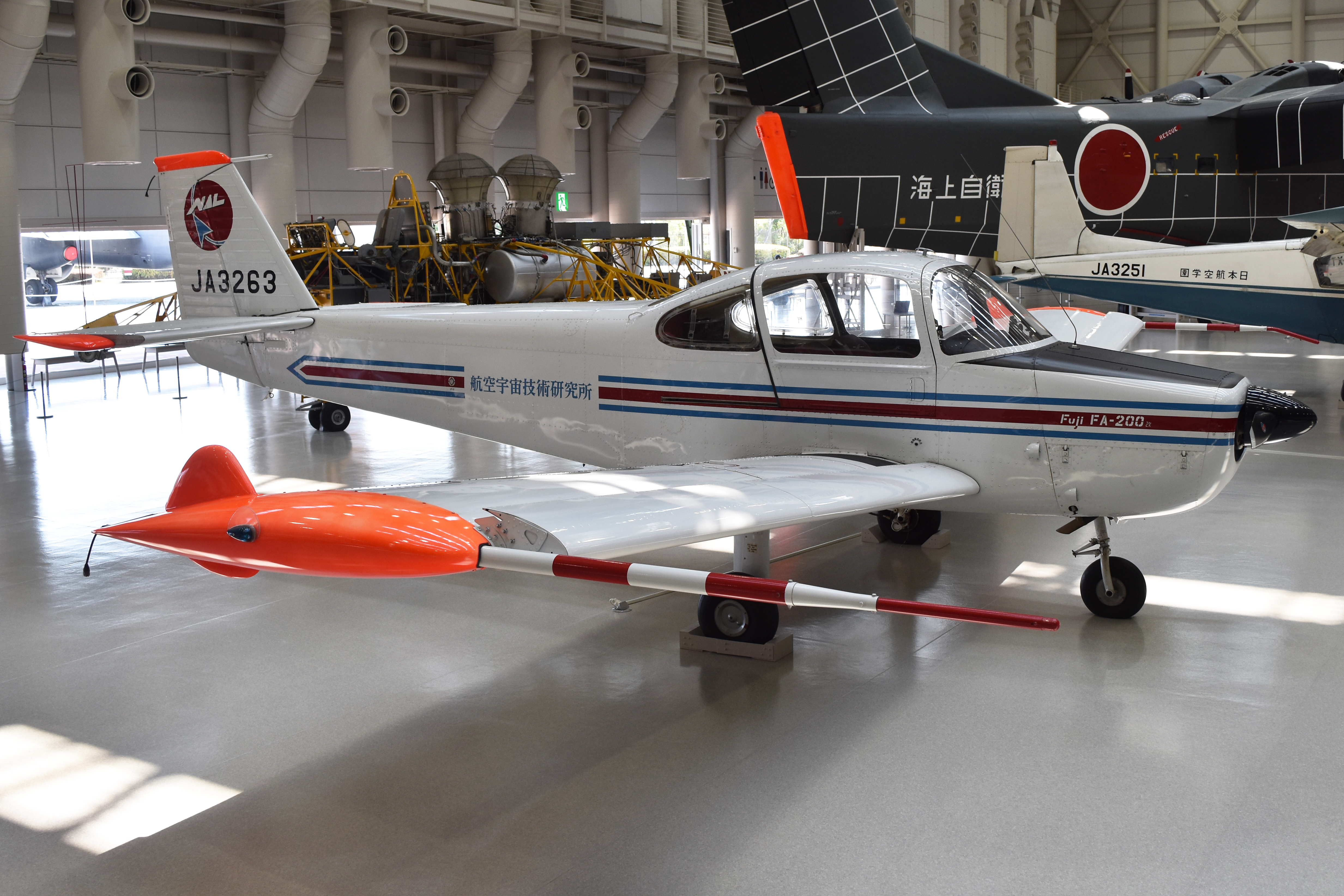
Fuji FA-200 Aero Subaru
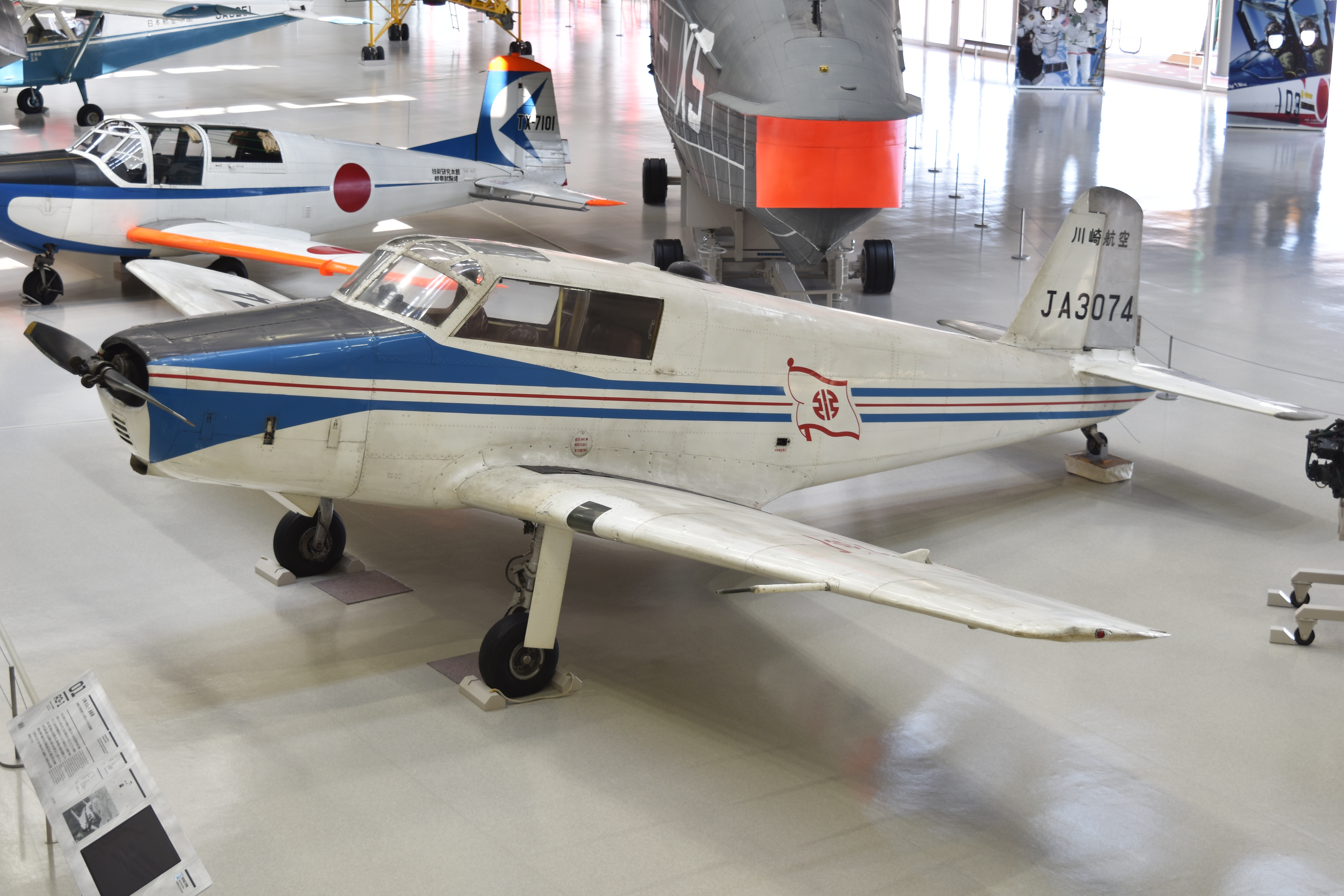
Kawasaki KAL-1
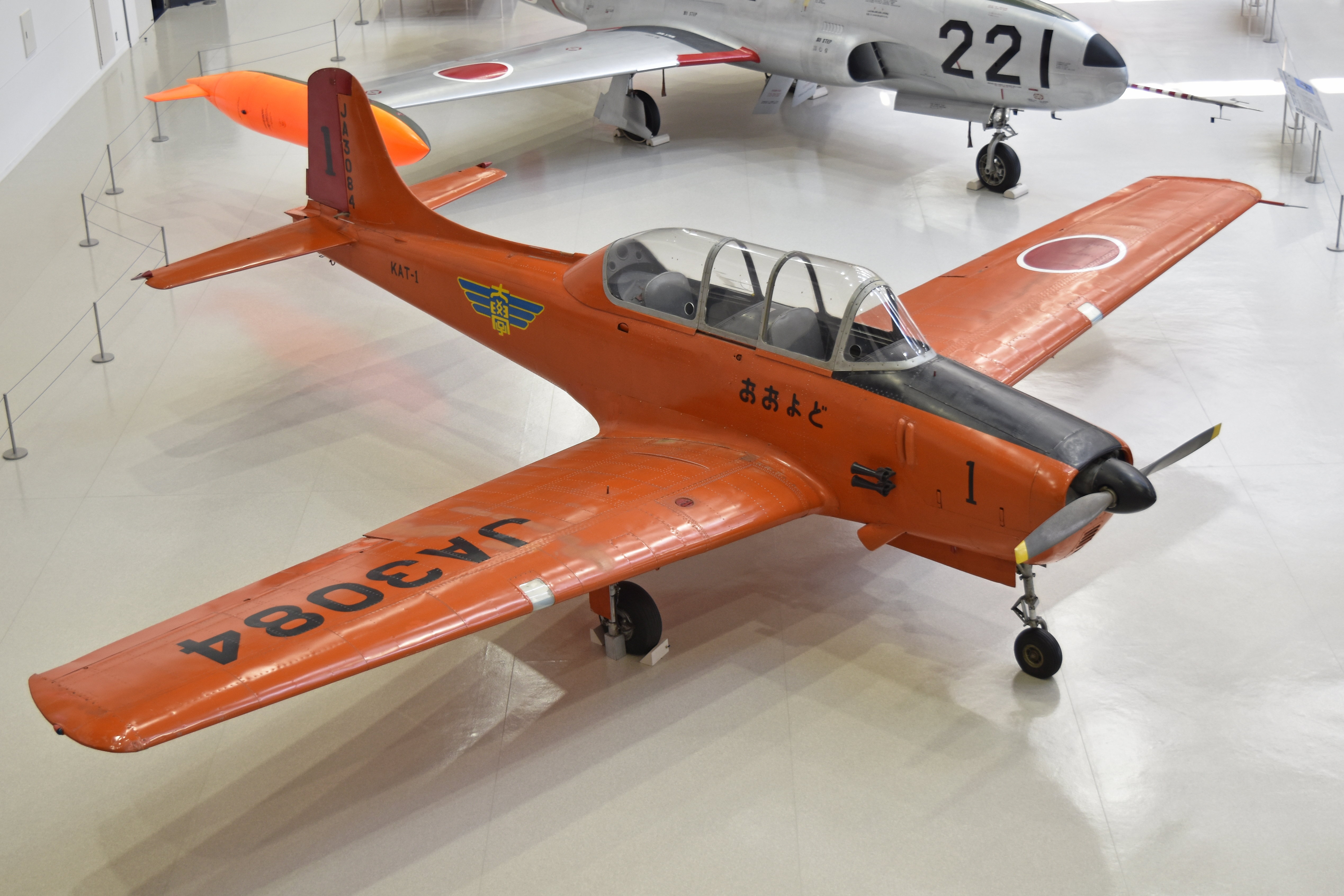
Kawasaki KAT-1
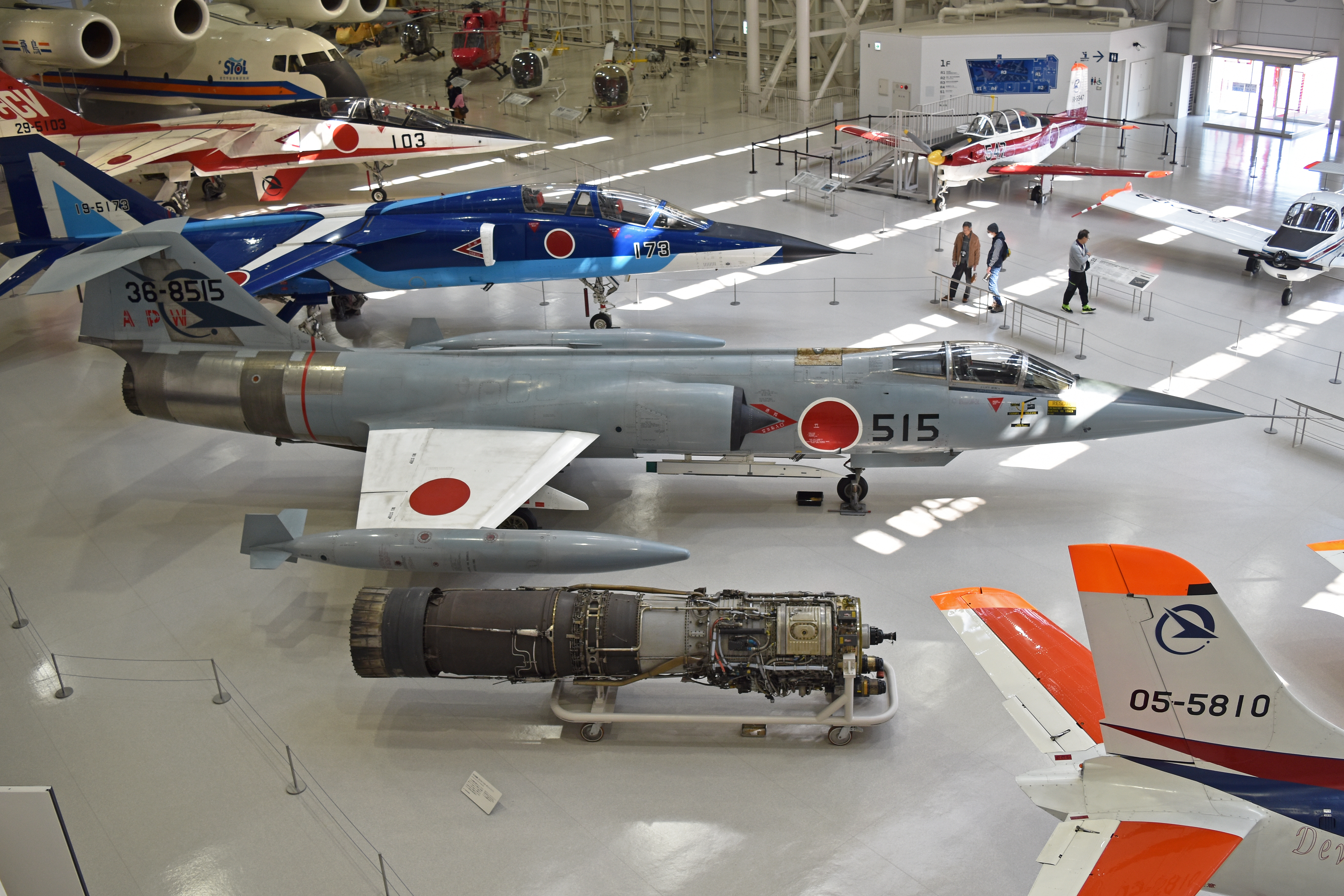
F-104J Starfighter
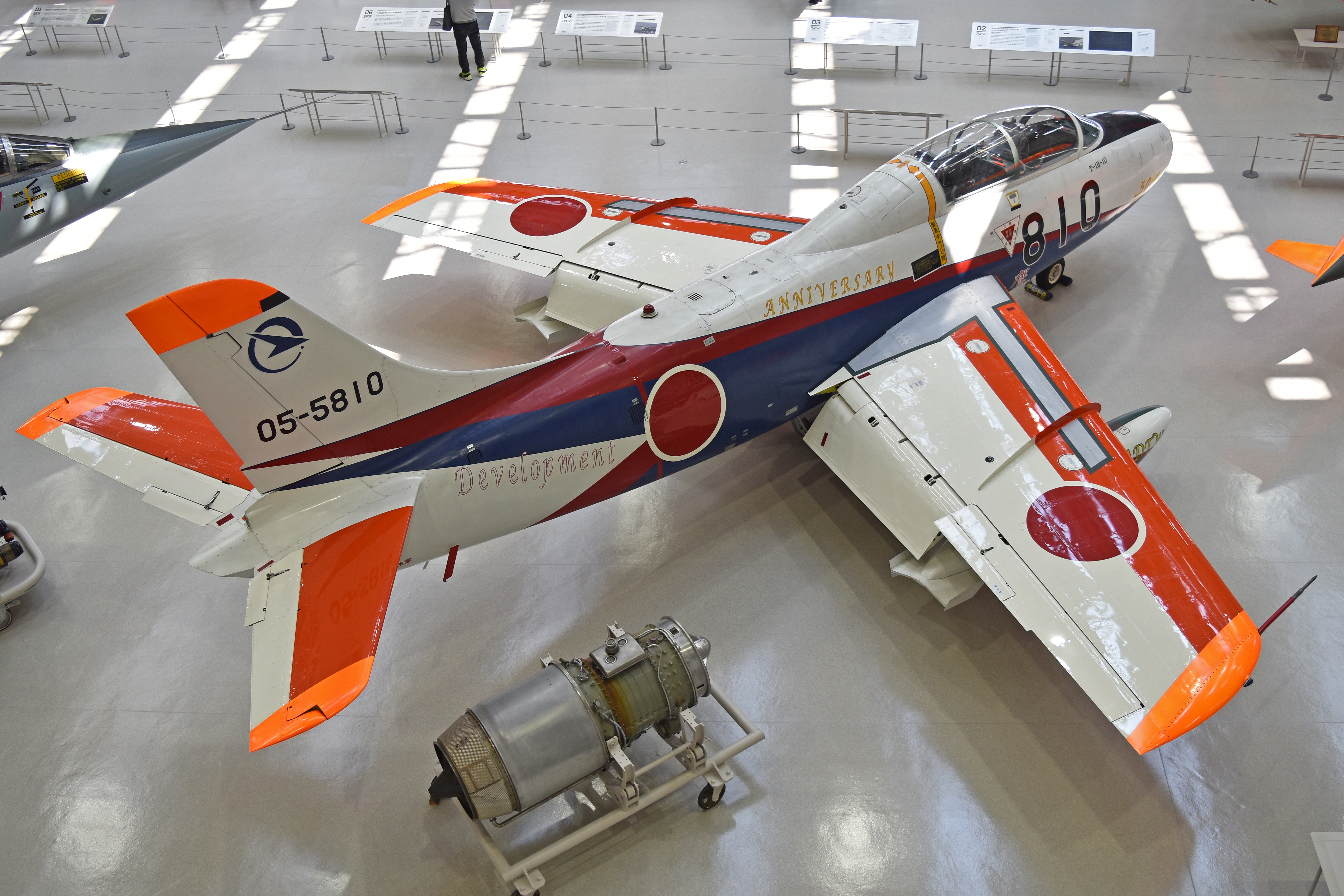
Fuji T-1B
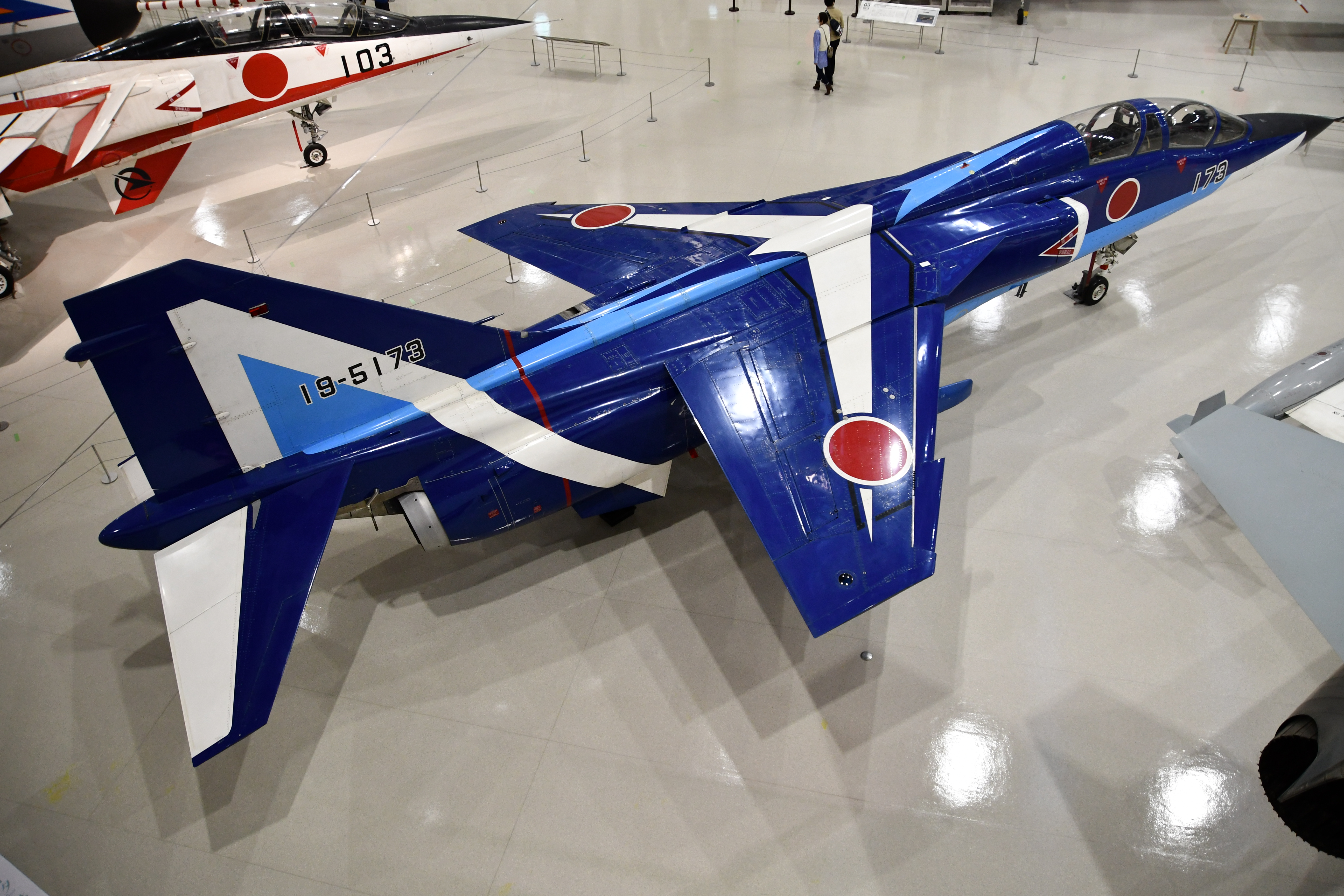
Mitsubishi T-2
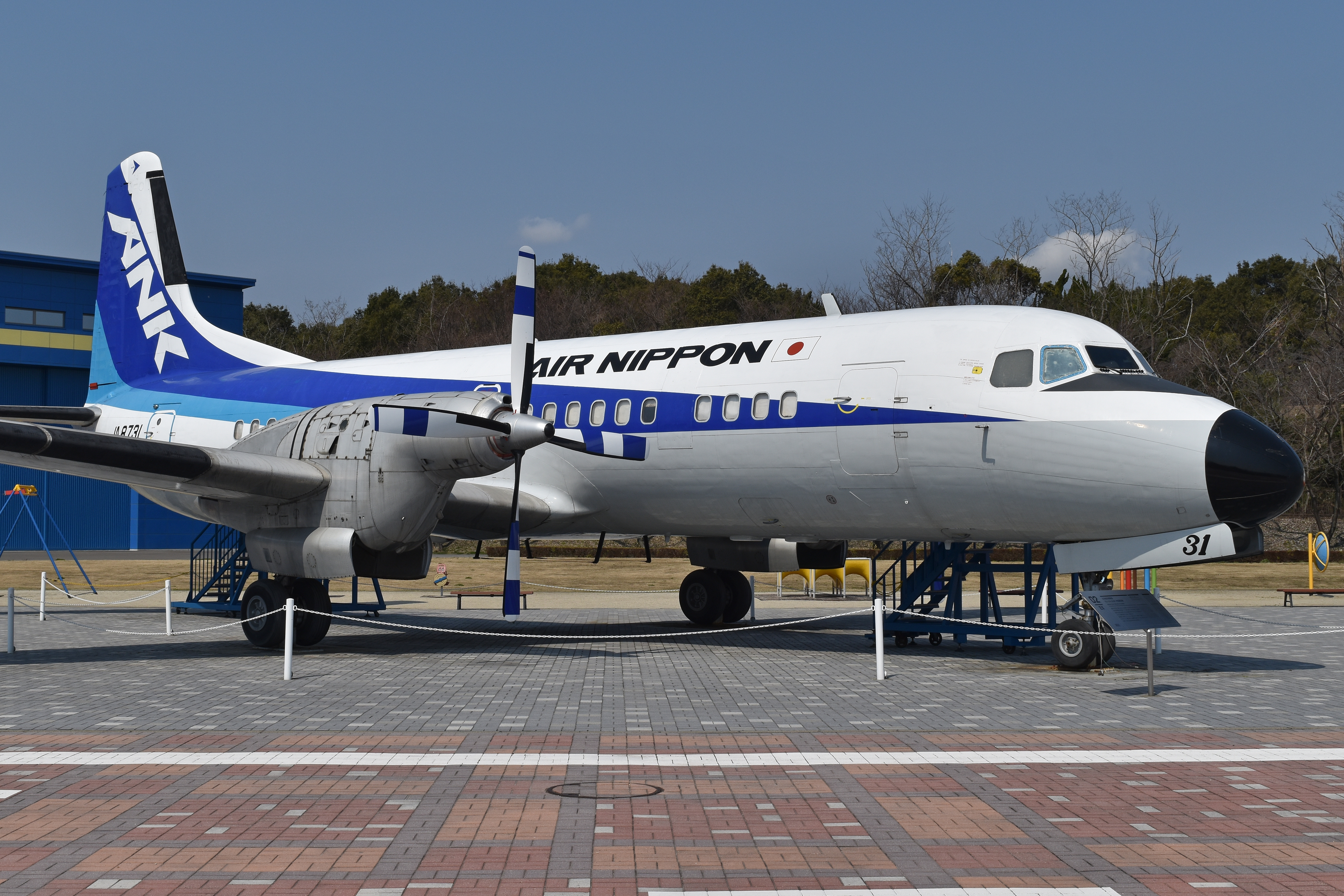
NAMC YS-11
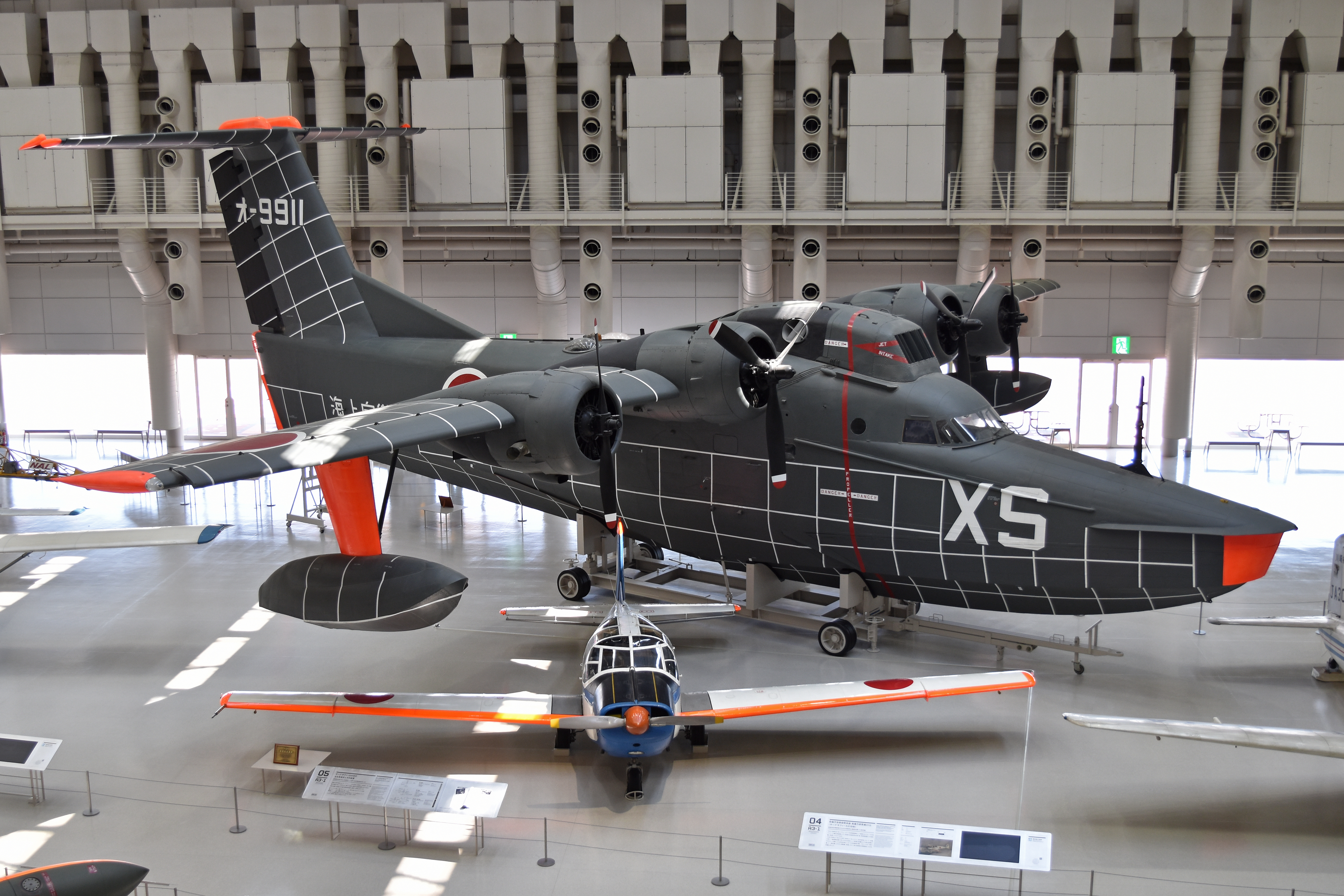
Technologický demonstrátor UF-XS vznikl přestavbou hydroplánu Grumman SA-16A Albatross v rámci vývoje hydroplánu Shin Meiwa US-1. V popředí cvičný letoun Saab 91 Safir.
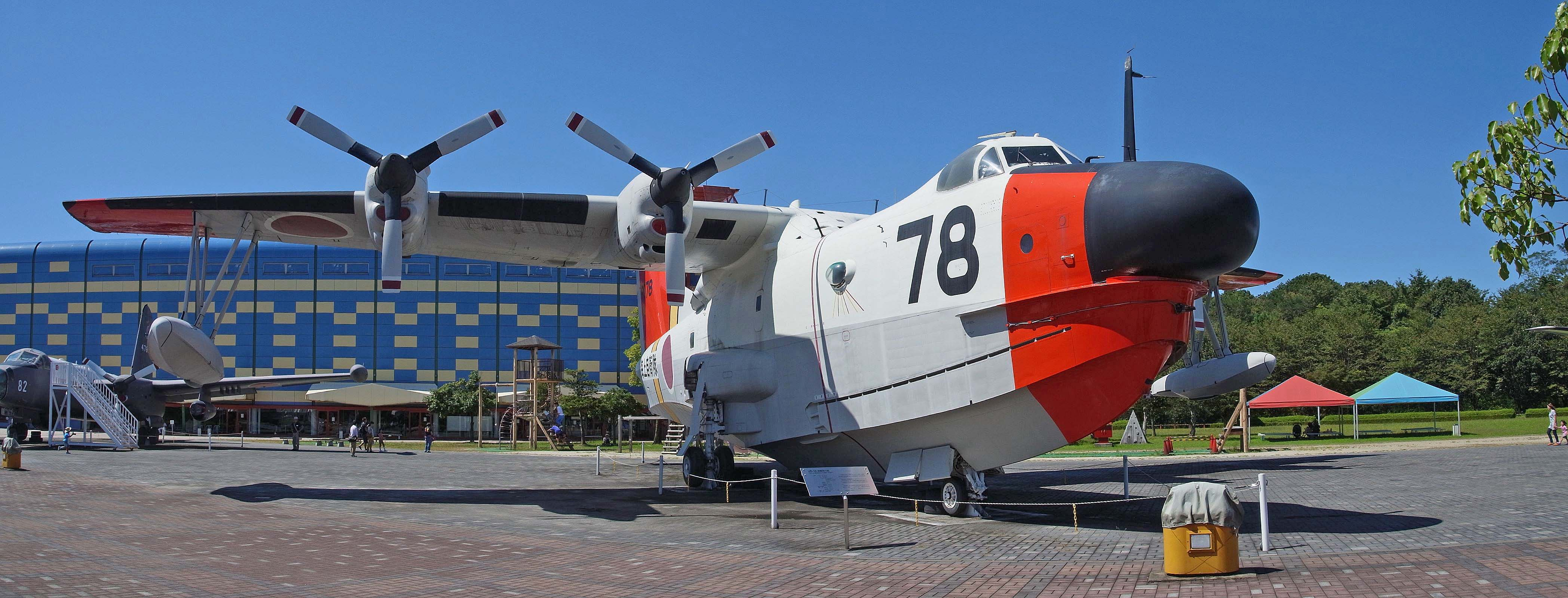
Shin Meiwa US-1
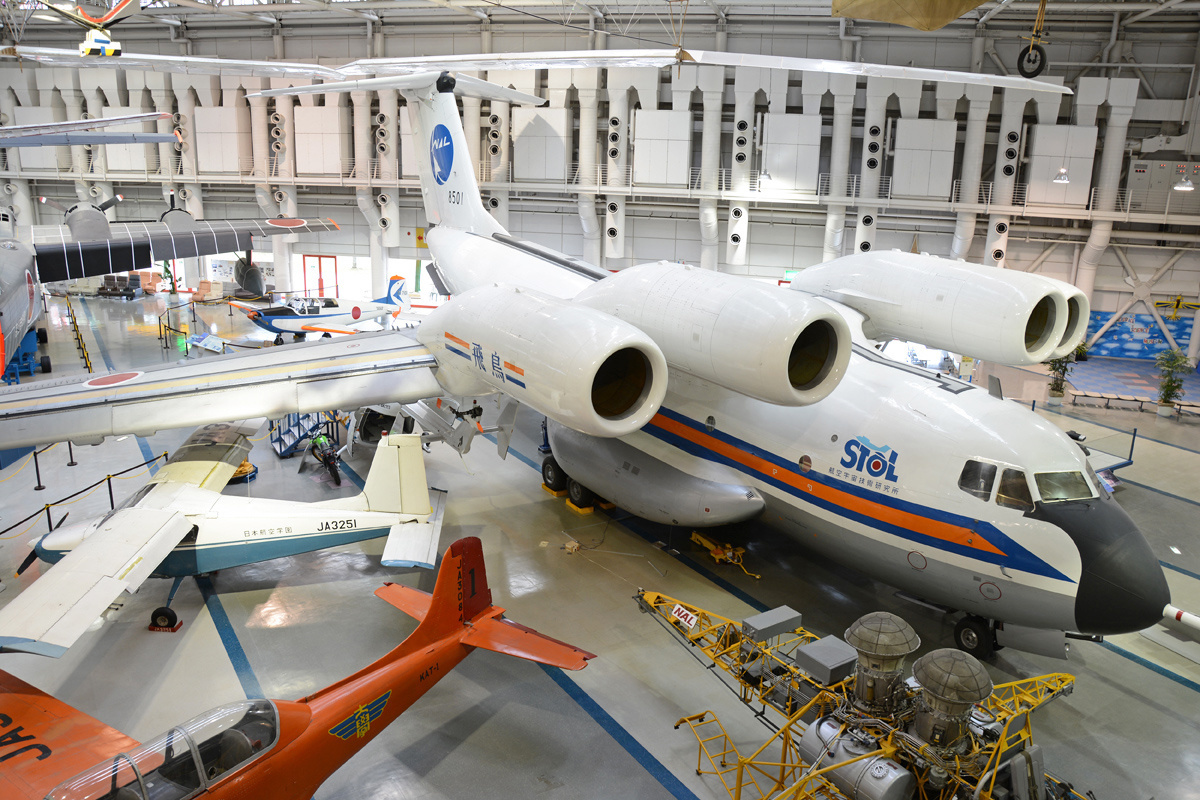
Experimentální letoun STOL Kawasaki C-1 QSTOL Asuka
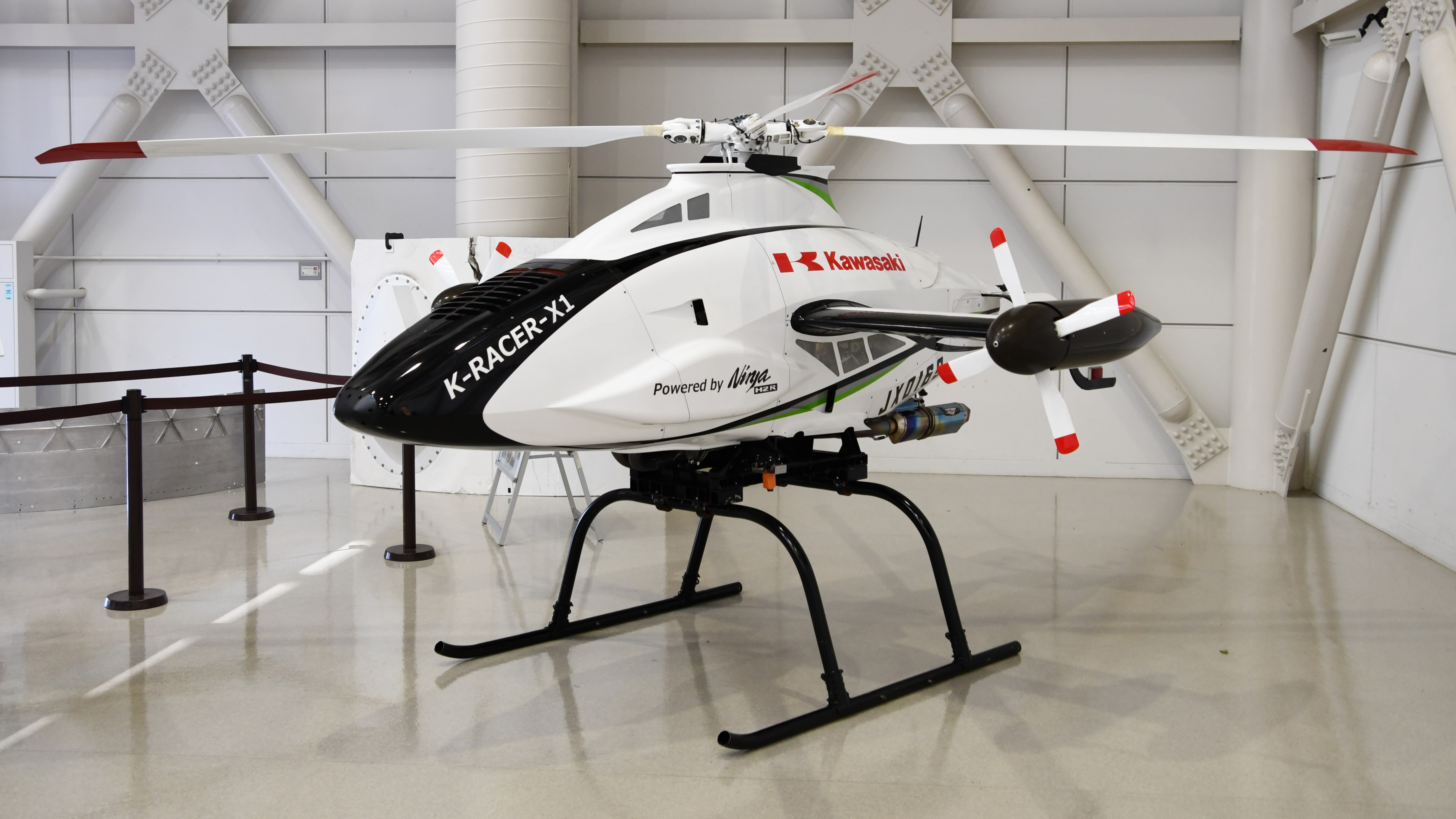
Kawasaki K-RACER-X1
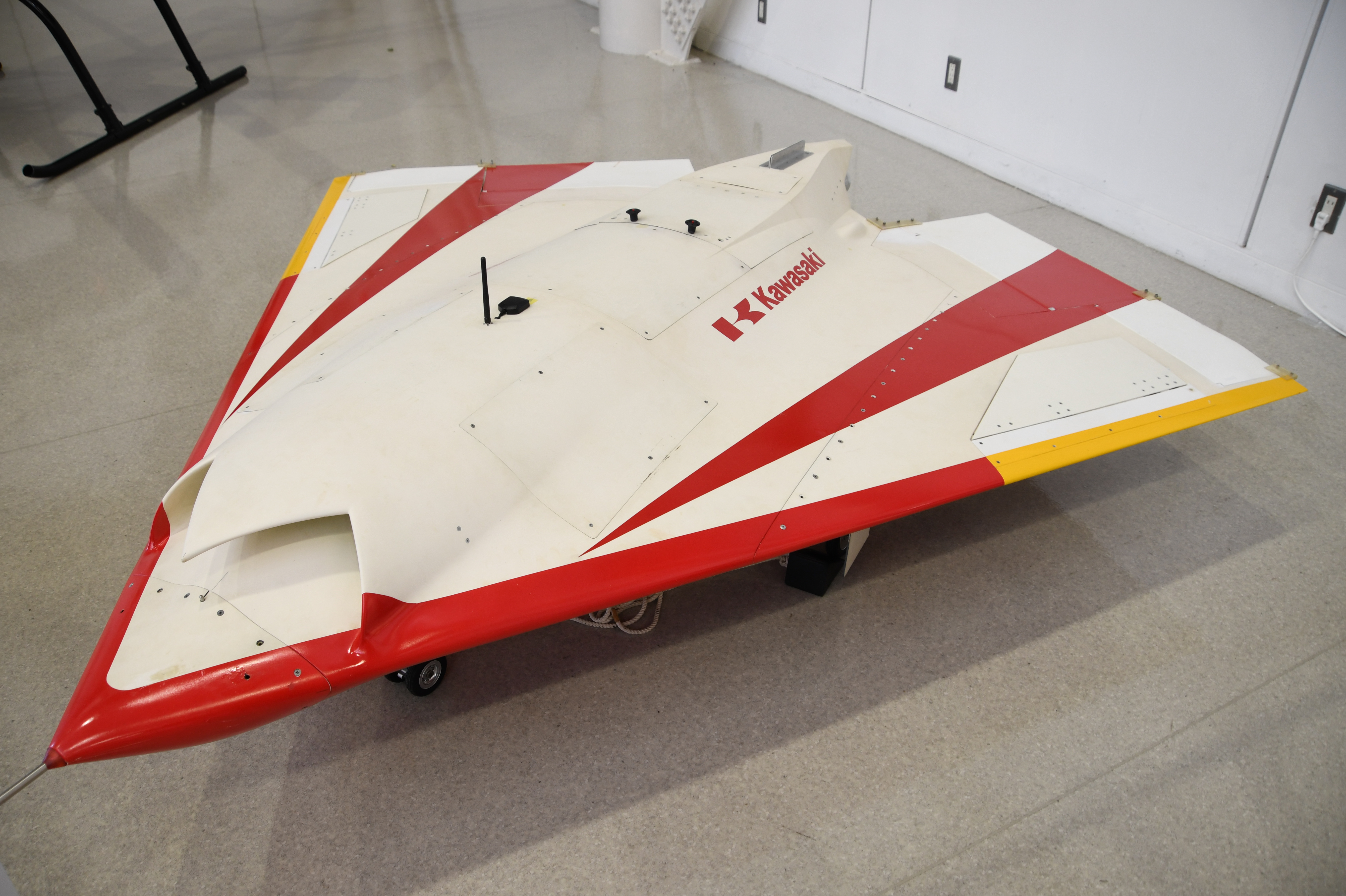
Kawasaki K-UCAV-X